# Proechimys longicaudatus
Proechimys longicaudatus là một loài động vật có vú trong họ Echimyidae, bộ Gặm nhấm. Loài này được Rengger mô tả năm 1830.